# Pavol Čollák
Pavol Čollák (14. ledna 1909 Oreské – 17. září 1967 Michalovce) byl slovenský a československý politik Komunistické strany Slovenska a poúnorový poslanec Národního shromáždění ČSR.

## Biografie
Profesí byl učitelem. Působil v odboji.
Na základě výsledků parlamentních voleb roku 1946 byl zvolen do Slovenské národní rady. Ve volbách do Národního shromáždění roku 1948 byl zvolen do Národního shromáždění za KSČ ve volebním kraji Prešov. V parlamentu zasedal do ledna 1951, kdy rezignoval a místo něj nastoupil Jozef Rychvalský.
V letech 1947, 1948 a 1949 se uvádí jako člen Ústředního výboru Komunistické strany Slovenska.